# Vlastivědný spolek Českolipska

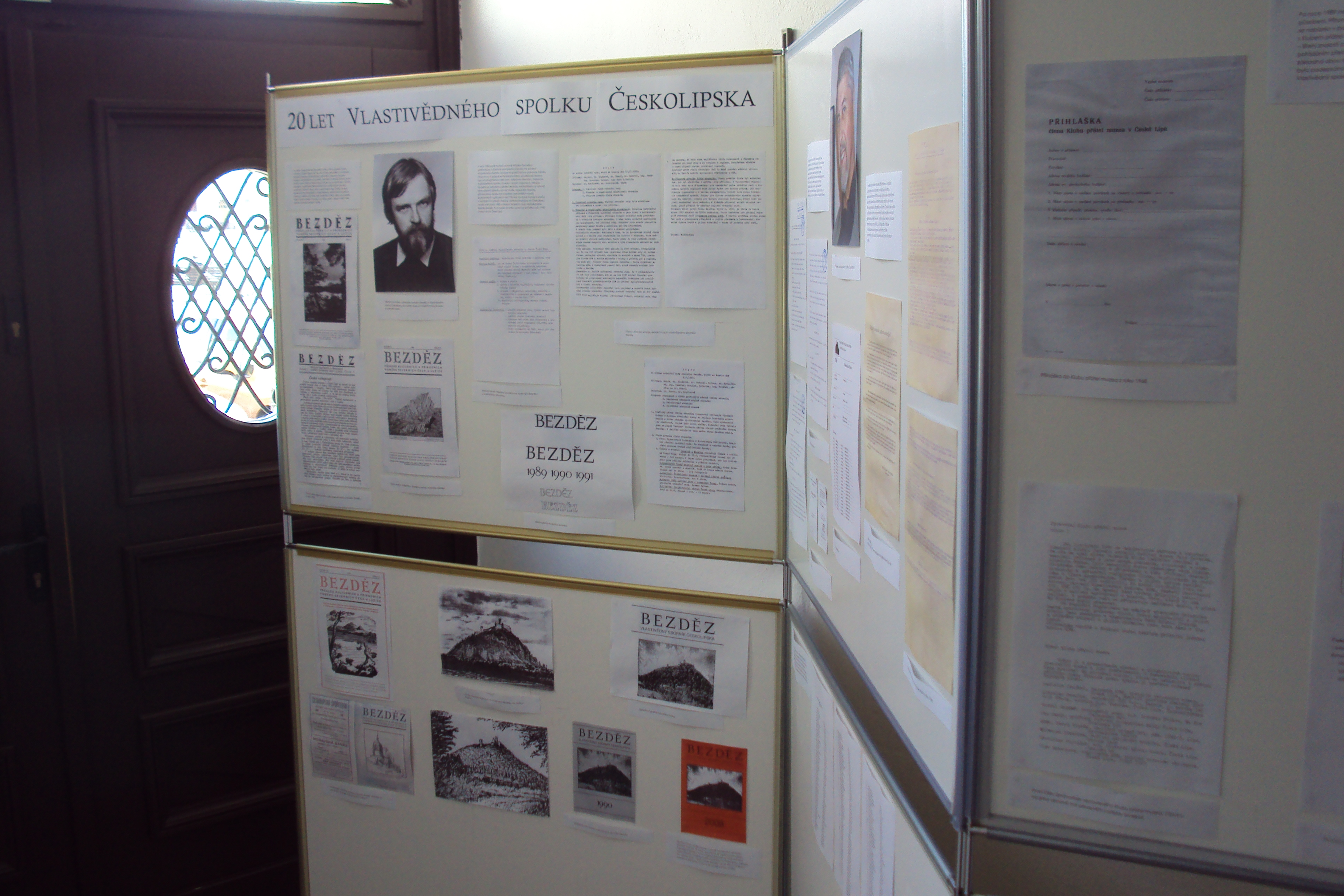
Výstavka o spolku k 20.výročí založení v českolipské knihovně, jaro 2011

Vlastivědný spolek Českolipska byla zájmová společenská organizace založená v České Lípě roku 1991 k podpoře snahy obnovit vydávání časopisu, sborníku Bezděz. Po spojení s Klubem přátel muzea v roce 1997 spolek změnil název a rozšířil svou činnost.

## Historie

### Úvodem k založení
Při českolipském muzeu existoval po roce 1967 Klub přátel muzea (dále KMP). Tato organizace nebyla právně samostatná, ale napojená na muzeum. Na její půdě se připravovalo od roku 1988 obnovení vlastivědného sborníku Bezděz, který v Lípě vycházel před válkou a pak v období let 1947-1948.

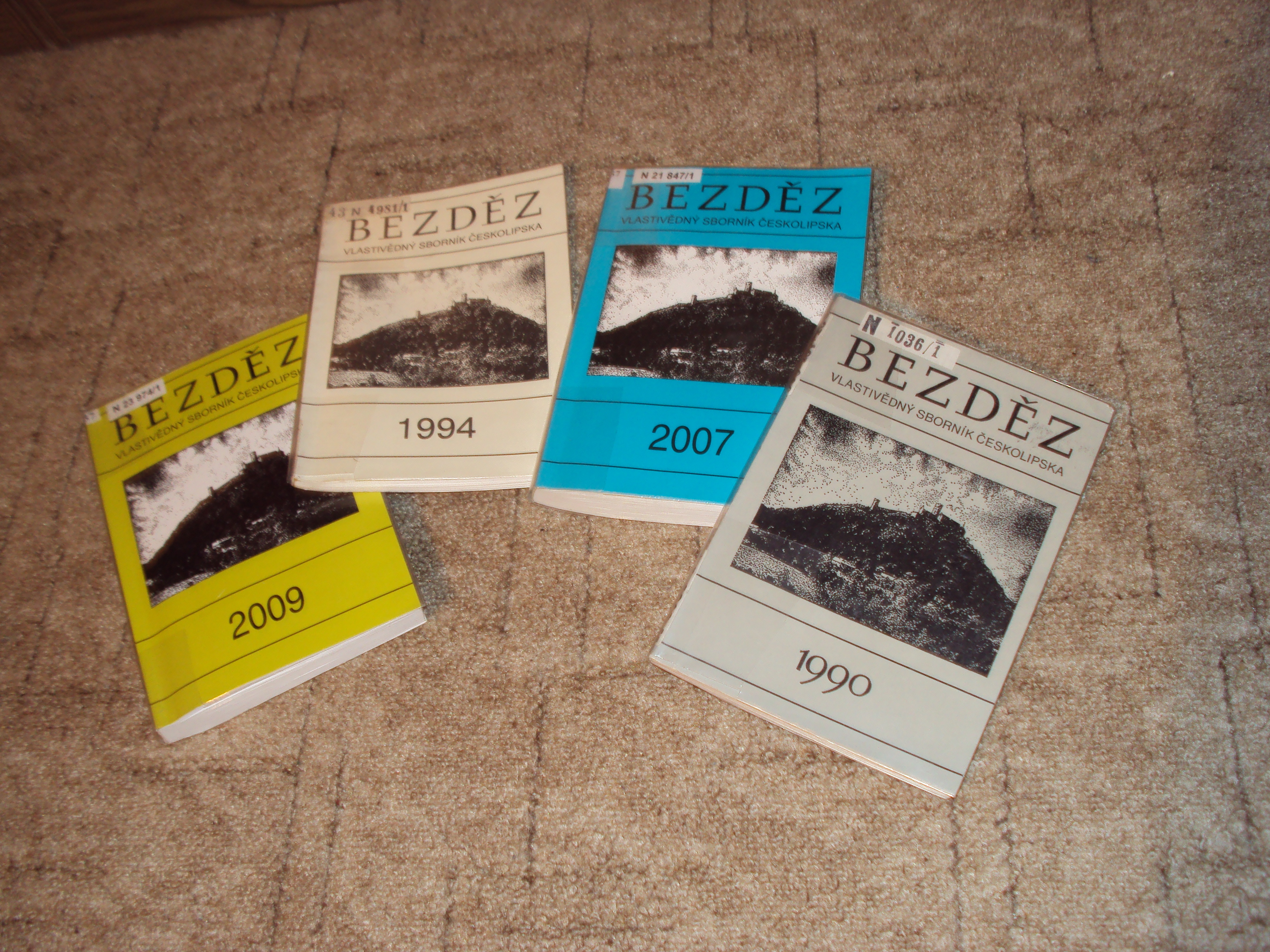
Ukázka několika sborníků

Protože záběr Bezdězu přesahoval možnosti muzea a jeho klubu přátel, vznikla v roce 1991 v České Lípě další společenská organizace, která spojila úsilí a možnosti nejen muzea, ale i Okresního archivu v České Lípě a četných příznivců města.
První ustavující schůze občanského sdružení Vlastivědný spolek Českolipska se konala 8. října 1991. Byl zde zvolen výbor spolku ve složení: Ing. Jaroslav Panáček – předseda, Olga Sykáčková – pokladník, Mgr. Ladislav Smejkal - člen výboru.

### Sborník Bezděz
Nový spolek se zabýval možnostmi, jak zajistit vydání dalších čísel sborníku Bezděz. Jeho obnovené číslo Bezděz 1990 bylo vydáno s problémy v únoru 1991, pak se v událostech po roce 1989 měnila vydavatelství, možnosti financování a vydávání dalších čísel bylo pozastaveno. V roce 1994 spolek získal finanční podporu od Svazu ochrany přírody a dohodl s vydavatelstvím Albis International v Ústí nad Labem vydání sborníku Bezděz 1994. Vlastivědný spolek byl od té doby jedním ze tří vydavatelů sborníku, dalšími jsou Vlastivědné muzeum a Okresní archiv v České Lípě. Redakce je v budově archivu a jejími členy jsou členové spolku. Sborníků vydal Vlastivědný spolek v letech 1994 až 2011 celkem 20.

### Společné sdružení
Protože v Klubu přátel muzea byli téměř titíž lidé, jako ve vlastivědném spolku a také náplň činnosti byla velice podobná, dne 20. ledna 1997 došlo na společné schůzi k jejich spojení. Nové občanské sdružení přijalo název Vlastivědný spolek Českolipska – Klub přátel muzea.